# 德拉沃皮什基
德拉沃皮什基，是匈牙利巴兰尼亚州所辖的一个村。总面积4.91平方公里，总人口109，人口密度22.2人/平方公里（2011年1月1日）。